# Brandon Browner
Brandon Browner (Pacoima, 2 agosto 1984) è un giocatore di football americano statunitense che milita nel ruolo di cornerback nella National Football League (NFL) e dal 2016 è free agent. Al college giocò a football alla Oregon State University. È stato uno dei quattro membri originari della celebre linea secondaria dei Seattle Seahawks denominata Legion of Boom.

## Carriera professionistica

### Denver Broncos
Browner firmò come free agent coi Denver Broncos, dopo non esser stato scelto al draft NFL 2005. Browner impressionò gli allenatori con diversi intercetti e un gioco aggressivo nel training camp, mostrandosi un difensore arcigno nella goal line e nella red zone. Il promettente rookie da Oregon State si fratturò l'avambraccio sinistro il 20 agosto contro San Francisco. I Broncos lo misero nella lista delle riserve infortunate il 25 agosto 2005 e mancò l'intera stagione 2005. Il 24 luglio 2006, Denver lo tagliò per fare posto ad altri giocatori.

### Calgary Stampeders
Browner firmò coi Calgary Stampeders nel 2006. La sua velocità e la sua natura competitiva lo fecero diventare un beniamino dei tifosi nella sua breve esperienza con la squadra. Vinse la Grey Cup nel 2008 con Calgary e fu nominato All Star. Browner fu l'unico giocatore difensivo della debole difesa di Calgary ad essere nominato per l'All Star Game della CFL nel 2009 per il secondo anno consecutivo.

### Seattle Seahawks
Browner firmò coi Seattle Seahawks con cui partì da titolare per tutte le gare della stagione 2011. Da segnalare nella sua stagione un intercetto ritornato per 94 yard contro i New York Giants a siglare la vittoria dei Seahawks contro i futuri campioni della lega e due intercetti ai danni Vince Young in una vittoria sui Philadelphia Eagles il 1º dicembre 2011. Il 24 gennaio 2012, Browner fu convocato per il suo primo Pro Bowl in sostituzione di Carlos Rogers e inserito nel Second-Team All-Pro.
Nella seconda gara della stagione 2012, vinta contro i Dallas Cowboys, Brandon forzò un fumble e mise a segno un intercetto su Tony Romo. Nella settimana 5 i Seahawks si portarono su un record di 3-2 vincendo in trasferta contro i Carolina Panthers con Brandon che guidò la squadra con 6 tackle e forzò un fumble . Nel Thursday Night Football della settimana 7, i Seahawks persero contro i San Francisco 49ers nella gara che avrebbe assicurato al vincitore la leadership nella NFC West: Browner mise a segno un intercetto su Alex Smith e un altro lo fece registrare nella vittoria della settimana 9 sui Vikings ai danni di Christian Ponder.
Il 5 dicembre 2012, Browner fu sospeso per quattro partite dalla lega per abuso di sostanze volte ad incrementare le prestazioni. La sua stagione regolare 2012 si concluse quindi con 12 partite giocate, tutte come titolare, 44 tackle, 3 intercetti, 6 passaggi deviati e 3 fumble forzati. Fece ritorno nella gara del primo turno di playoff vinta contro i Washington Redskins.
Il primo intercetto della stagione 2013, Browner lo fece registrare nella vittoria della settimana 7 sui Cardinals. Il 25 novembre 2013 fu comunicato che Browner fu di nuovo trovato positivo ai test antidoping, questa volta per l'abuso di sostanze stupefacenti, venendo sospeso per un intero anno.

### New England Patriots
Il 14 marzo 2014, Browner firmò coi New England Patriots un contratto triennale del valore di 17 milioni di dollari, anche se perse le prime quattro partite della stagione regolare 2014 per la sospensione precedente. Tornò in campo nella settimana 7 e da quel momento partì sempre come titolare, finché, con la squadra già sicura del primo posto nel tabellone della AFC, fu tenuto a riposo nell'ultimo turno. La sua stagione regolare si chiuse così con 25 tackle e un intercetto nella vittoria della settimana 9 contro i Broncos in nove presenze. I Patriots giunsero fino al Super Bowl XLIX, dove batterono proprio i Seahawks per 28-24, con Browner che vinse così il suo secondo anello.

### New Orleans Saints
Il 12 marzo 2015, Browner firmò con i New Orleans Saints.

### Ritorno ai Seahawks
Il 17 aprile 2016, Browner firmò un contratto di un anno del valore di 1,75 milioni di dollari per fare ritorno ai Seahawks, riformando la formazione originaria dei Legion of Boom. Il 30 agosto 2016, dopo la terza gara di pre-stagione, fu svincolato.

## Palmarès

### Franchigia
- Super Bowl : 2

Seattle Seahawks: XlVIII
New England Patriots: XLIX
- National Football Conference Championship: 1

Seattle Seahawks: 2013
- American Football Conference Championship: 1

New England Patriots: 2014
- Vincitore della Grey Cup: 1

2008

### Individuale
- Convocazioni al Pro Bowl: 1

2011
- Second-Team All-Pro: 1

2011
- CFL All-Star: 3

2008, 2009, 2010

## Statistiche
| Partite totali      | 49  |
| Partite da titolare | 49  |
| Tackle              | 142 |
| Sack                | 0   |
| Intercetti          | 11  |
| Fumble forzati      | 3   |

Statistiche aggiornate alla stagione 2014